# Cyril Porter
Cyril Henry Atwell Porter (Bridstow, Herefordshire, 12 de gener de 1890 – Callow, Herefordshire, 16 de gener de 1964) va ser un atleta britànic que va competir a començaments del segle xx.
El 1912 va prendre part en els Jocs Olímpics d'Estocolm, on disputà dues proves del programa d'atletisme. En els 3.000 metres per equip guanyà la medalla de bronze, mentre en els 5.000 metres es desconeix la posició exacta en què finalitzà la final.